# Malvasia dei Colli Amerini
L'Amelia Malvasia è un vino DOC la cui produzione è consentita nella provincia di Terni.

## Caratteristiche organolettiche
- colore: giallo paglierino.
- odore: vinoso, gradevole, caratteristico delicatamente profumato.
- sapore: asciutto, di buon corpo, con fondo caratteristico e tendenzialmente profumato.

## Produzione
Provincia, stagione, volume in ettolitri
- Terni  (1991/92)  528,0
- Terni  (1992/93)  657,0
- Terni  (1993/94)  582,0
- Terni  (1994/95)  528,0
- Terni  (1995/96)  542,0
- Terni  (1996/97)  392,0